# 1000 років Хотину
«1000 ро́ків Хоти́ну» — ювілейна монета номіналом 5 гривень, випущена Національним банком України, присвячена буковинському місту, розташованому на високому березі Дністра, яке у X—XI ст. було в складі Київської Русі, а з другої половини ХІІ ст. увійшло до Галицько-Волинського князівства. Перші укріплення та кам'яна церква збудовані ще за Данила Галицького в 1250—1264 роках. Стіни фортеці були свідками багатьох важливих подій. Але особливо Хотин відомий переможною військовою компанією 1621 року: тут зустрілися козацьке, очолюване гетьманом Петром Сагайдачним, і польське війська в битві з турецько-татарським військом.
Монету введено в обіг 28 травня 2002 року. Вона належить до серії «Стародавні міста України».

## Опис монети та характеристики
| Номінал грн. | Метал      | Маса, г | Діаметр, мм | Якість виготовлення | Гурт     | Тираж, штук |
| ------------ | ---------- | ------- | ----------- | ------------------- | -------- | ----------- |
| 5            | нейзильбер | 16,54   | 35,0        | звичайна            | рифлений | 30 000      |

### Аверс
На аверсі монети в арочному прорізі цегляного, декорованого геометричним орнаментом муру фортеці розміщено зображення малого Державного Герба України, козацьких військових атрибутів (прапори, сурми, барабани, піки, мушкети, гармати з ядрами), написи: «УКРАЇНА»/ «2002»/ «5»/ «ГРИВЕНЬ» та логотип Монетного двору Національного банку України.

### Реверс

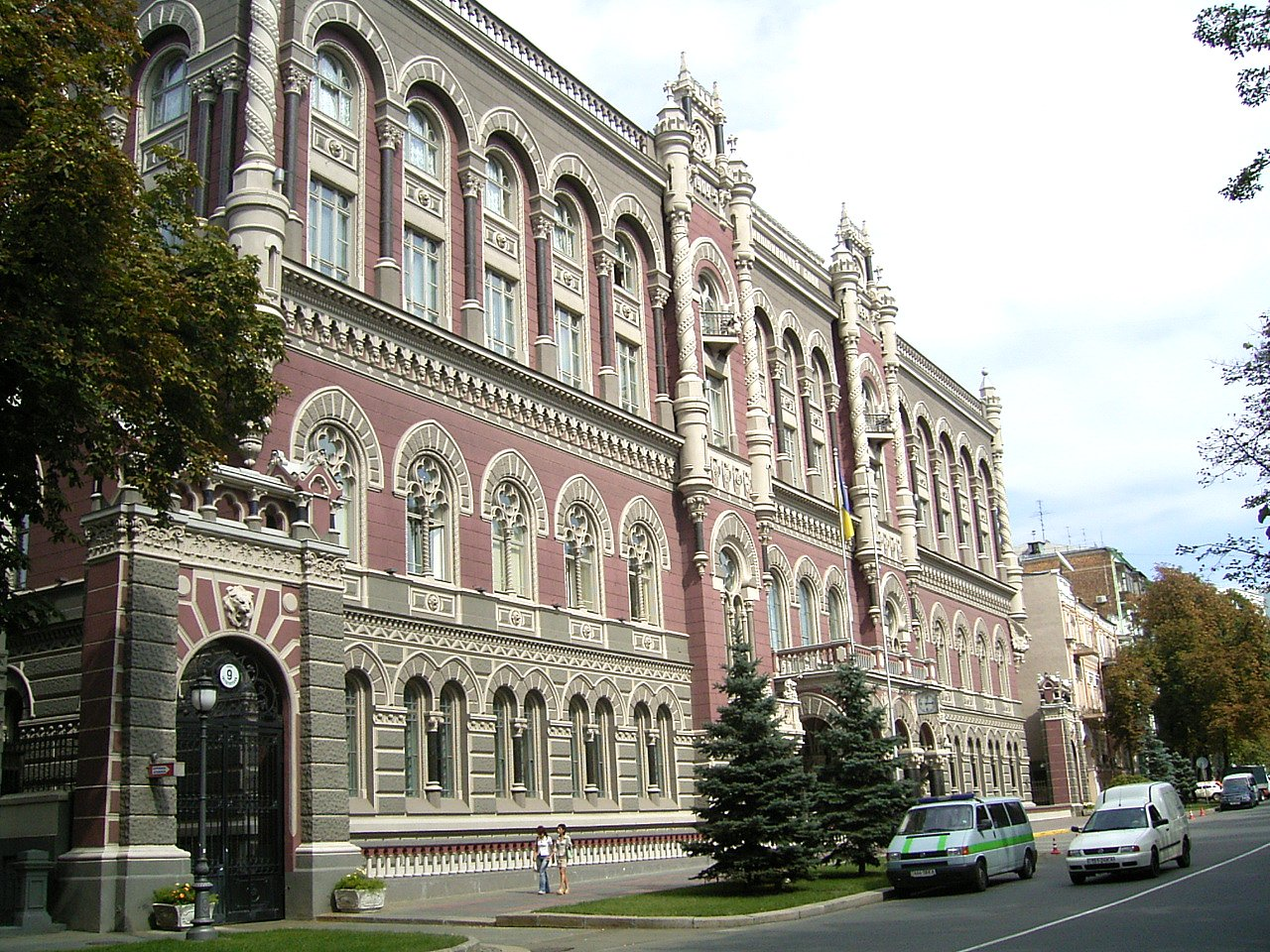
Будівля Національного банку України

На реверсі монети зображено грандіозну споруду, неперевершену пам'ятку фортифікаційного мистецтва — Хотинську фортецю (XIII—XVIII ст.), над якою герб міста та напис угорі по колу: «ХОТИН 1000 РОКІВ».

## Автори
- Художники: Іваненко Святослав, Кочубей Микола.
- Скульптор — Іваненко Святослав.

## Вартість монети
Під час введення монети в обіг 2002 року, Національний банк України розповсюджував монету через свої філії за номінальною вартістю — 5 гривень.
Фактична приблизна вартість монети, з роками змінювалася так:
| Рік        | 2010 | 2011 | 2012 | 2013 | 2014 | 2015 | 2016 | 2017 | 2018 | 2019 | 2020 | 2021 | 2022 | 2023 | 2024  | 2025  |
| ---------- | ---- | ---- | ---- | ---- | ---- | ---- | ---- | ---- | ---- | ---- | ---- | ---- | ---- | ---- | ----- | ----- |
| Ціна, грн. | 120  | 150  | 160  | 230  | 260  | 320  | 430  | 570  | 580  | 560  | 560  | 550  | 570  | 830  | 1 100 | 1 010 |